# Ostfilderfriedhof

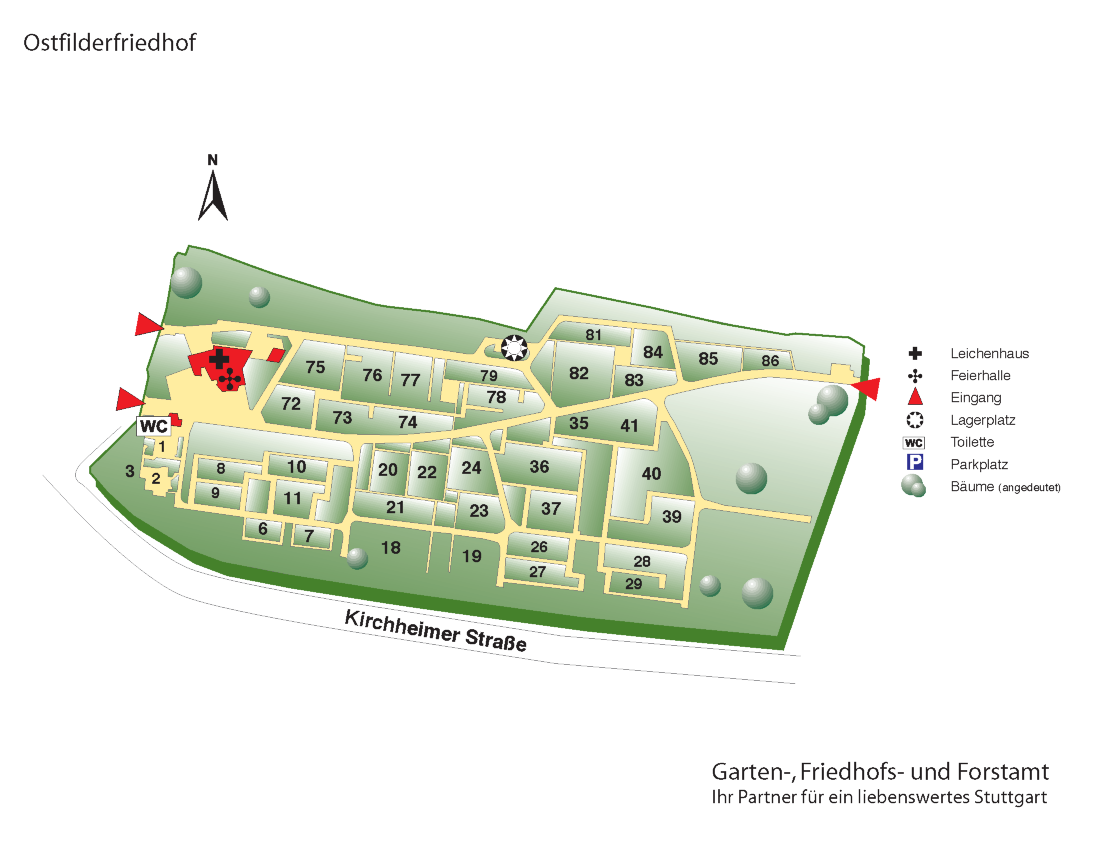
Übersichtsplan des Ostfilderfriedhofs

Der Ostfilderfriedhof ist ein Friedhof in der baden-württembergischen Landeshauptstadt Stuttgart.

## Beschreibung
Der Ostfilderfriedhof verbindet die Stuttgarter Stadtteile Sillenbuch und Heumaden. Er wurde zwischen 1968 und 1974 im Stadtteil Sillenbuch an der Kirchheimer Straße 125 hainartig angelegt. 
Er umfasst heute eine Fläche von etwa 7,4 Hektar und enthält 3.500 Grabstätten. 
Zu den Prominenten, die auf dem Ostfilderfriedhof begraben sind, zählen Hanns-Martin Schleyer, der frühere Stuttgarter Oberbürgermeister Manfred Rommel und der Schauspieler Dietz-Werner Steck (Tatort-Kommissar Bienzle).